# Canzoni (Chiara Civello)
Canzoni è il sesto album della cantautrice italiana Chiara Civello, pubblicato il 6 maggio 2014 dalla Sony Music, l'uscita dell'album è stata anticipata dal singolo Incantevole, disponibile in radio dal 18 aprile 2014. È il primo album, in cui la cantautrice jazz è nelle vesti di sola interprete.

## Il disco
Il disco, prodotto da Nicola Conte, è stato registrato in analogico tra Bari, Nuova York e Rio de Janeiro. L'album, composto da 17 tracce, rifacimenti di famosi brani italiani interpretati da artisti quali Mina, Rita Pavone, Lucio Battisti, Gino Paoli, Sergio Endrigo e Paolo Conte, che vanno dagli anni '60 del secolo scorso ai nostri giorni e che hanno segnato la vita artistica di Chiara Civello, mescolando il jazz al norther soul, il latin jazz al blues eyed soul, vuole essere un omaggio alla musica italiana. Alla realizzazione dell'album, hanno partecipato ospiti internazionali, come Gilberto Gil, Chico Buarque, Esperanza Spalding e Ana Carolina, che hanno duettato con Chiara Civello, rispettivamente nei brani: Io che non vivo senza te, Io che amo solo te, I mulini dei ricordi ed E penso a te.
Le architetture sonore del disco sono state arrangiate da Eumir Deodato e suonate dall'Orchestra Sinfonica di Praga.
L'album contiene soltanto due tracce in inglese, ovvero la settima traccia "Never Never Never" ed i "I mulini dei ricordi", quest'ultima, però, cantata in inglese solo da Esperanza Spalding.

## Curiosità
- La copertina dell'album è un omaggio all'attrice Florinda Bolkan, protagonista del film Metti, una sera a cena.[3]
- Gilberto Gil, durante la registrazione di Io che non vivo senza te si è commosso, mettendosi a piangere sul ritornello.[4]
- Chiara Civello, per la realizzazione dell'album si è ispirata a figure come Julie London, Dusty Springfield e Shirley Horn[5]
- Chico Buarque, che ha duettato con la Civello nel brano Io che amo solo te di Sergio Endrigo, era un amico di quest'ultimo[5]
- Chiara Civello ha confessato che questo è l'album dei suoi sogni.[6]

## Tracce
1. Via con me (Paolo Conte) - 3:51
2. Io che non vivo (senza te) con Gilberto Gil - 3:34 (Pino Donaggio )
3. Con una rosa - 4:25 (Vinicio Capossela)
4. Que me emporta del mundo (Che m'importa del mondo) - 4:29 - (Finkel, Franco Migliacci, Luis Enriquez)
5. Va bene, va bene così - 5:22 - (Vasco Rossi, Roberto Casini, Domenico Camporeale)
6. Io che amo solo te  con Chico Buarque - 4:26 - (Sergio Endrigo)
7. Never Never Never (Grande grande grande) - 4:04 - (Norman Newell, Alberto Testa, Tony Renis);
8. Metti una sera a cena - 4:13 - (Ennio Morricone)
9. Una sigaretta - 3:27 - (Fred Buscaglione, Leo Chiosso)
10. Fortissimo - 3:52 - (Lina Wertmüller, Bruno Canfora)
11. Incantevole - 4:17 (Subsonica)
12. E penso a te con Ana Carolina - 4:01 (Mogol, Lucio Battisti)
13. Il mondo - 4:18 (Gianni Meccia, Jimmy Fontana, Lilli Greco, Carlo Pes)
14. Senza fine - 3:31 (Gino Paoli)
15. I mulini dei ricordi con Esperanza Spalding - 4:28 (Michel Legrand)
16. Mentre tutto scorre - 4:08 - (Giuliano Sangiorgi)
17. Arrivederci - 3:18 - (Giorgio Calabrese, Umberto Bindi)

## Formazione
Fonte
- Chiara Civello: voce
- Luca Alemanno: basso
- Teppo Makynen: batteria
- Guilherme Monteiro: chitarra
- Pietro Lussu: pianoforte
- Magnus Lindgren: sax
- Gaetano Partipilo: sassofono contralto

## Successo commerciale
L'album, ha debuttato dopo la sua uscita, inserendosi direttamente nella prima posizione della classifica jazz di iTunes, piazzandosi il giorno successivo in seconda posizione, ed entrando pertanto, nella top ten della classifica Top Album.
Il 15 maggio 2014, l'album è entrato nella classifica Top of the Music Fimi/GFK, posizionandosi al sedicesimo posto tra gli album più venduti della settimana.
La settimana seguente, l'album perde nove posizioni, scivolando al venticinquesimo posto tra Schiena contro schiena di Emma e Midnight Memories degli One Direction.

## Classifiche
| Classifica (2014) | Posizione massima |
| ----------------- | ----------------- |
| Italia            | 16                |

## Canzoni tour

### Anteprima
L'album, uscito il 6 maggio del 2014, è stato presentato in anteprima al Jazz Unesco Festival di Alberobello il 26 aprile, per poi essere riproposto allo Showville di Bari il 30 aprile.

### Tour estivo
Il tour estivo dell'album, ha avuto inizio il 6 luglio a partire da Roma, toccando diverse città italiane.
- 6 luglio 2014:Roma (Eutropia - L'altra città festival)
- 11 luglio 2014:Locorotondo
- 12 luglio 2014:Ruvo di Puglia (Talos Festival)
- 18 luglio 2014:Marghera (Luglio in Jazz)
- 25 luglio 2014:Venezia
- 16 agosto 2014:Modica
- 24 agosto 2014:Monopoli
- 25 agosto 2014:Molfetta
- 20 settembre 2014:Teatro romano di Benevento

### Tour invernale nazionale
Il tour invernale dell'album, partirà in data 14 novembre 2014 da Cagliari e si chiuderà il 5 febbraio del 2015 a Verona.
- 14 - 15 novembre 2014 Cagliari (Jazzino) - solo
- 21 novembre 2014 Vigarano Mainarda (Spirito Club) - solo
- 29 novembre 2014 Vigarano Mainarda (Teatro Augusteo) - con Salerno Jazz Orchestra
- 14 dicembre 2014 Roma (Auditorium Parco della Musica) - con Nicola Conte Jazz Combo
- 20 dicembre 2014 Bari (Teatro Forma) - con Nicola Conte Jazz Combo
- 27 - 28 - 29 - 30 dicembre 2014 Orvieto (Umbria Jazz)- con Nicola Conte Jazz Combo
- 15 gennaio 2015 Catania (Zo)
- 16 gennaio 2015 Palazzolo Acreide (Chiesa di San Michele)
- 17 gennaio 2015 Marsala (Teatro Comunale E.Sollima)
- 18 gennaio 2015 Palermo (Kursaal Kalhesa)
- 20 gennaio 2015 Modica (Teatro Garibaldi)
- 29 gennaio 2015 Bologna (Bravo Caffè) - in trio
- 20 gennaio 2015 Cava de' Terreni (Club Il Moro) - in trio
- 5 febbraio 2015 Verona (Verona Jazz Winter) - con Nicola Conte Jazz Combo
- 5 febbraio 2015 Milano (Blue Note)

### Tour internazionale
Il tour internazionale dell'album, avrà inizio dal 5 dicembre del 2014 e toccherà la capitale del Giappone, dove l'uscita dell'album è prevista per il 7 dicembre.
- 5 dicembre 2014 Tokyo (Gala Night ICCJ)-live acustico con Alfonso Deidda
- 7 dicembre 2014 Tokyo (Tsutaya Daikanyama – Anjin di Tokyo)
- 9 febbraio 2015 Tokyo (SUONI ITALIANI) - live acustico con Alfonso Deidda